# Mattikoppa, Sampgaon
Mattikoppa là một làng thuộc tehsil Sampgaon, huyện Belgaum, bang Karnataka, Ấn Độ.